# Bahodir Jalolov
Bahodir Isomiddin oʻgʻli Jalolov (ur. 8 lipca 1994 w Sariosiyo w wilajecie surchandaryjskim) – uzbecki bokser, mistrz olimpijski z Tokio (2020) i Paryża (2024).

## Życiorys
W 2016 roku wziął udział w Letnich Igrzyskach Olimpijskich w Rio de Janeiro, gdzie w rywalizacji mężczyzn powyżej 91 kg odpadł w drugiej walce z Joe Joycem. W 2021 roku ponownie wystartował na Letnich Igrzyskach Olimpijskich, gdzie w rywalizacji mężczyzn powyżej 91 kg zdobył złoty medal, pokonując w finale Richarda Torreza. W 2024 roku wziął udział w Letnich Igrzyskach Olimpijskich w Paryżu, gdzie w rywalizacji mężczyzn powyżej 92 kg ponownie zdobył złoty medal, pokonując w finale Ayouba Ghadfę.
Był chorążym reprezentacji Uzbekistanu na ceremonii otwarcia igrzysk w 2016 i 2020 roku.
Trzykrotnie stawał na podium mistrzostw Azji oraz mistrzostw świata.